# 利特爾尤寧 (密蘇里州)
利特爾尤寧（英語：Little Union）是位於美國密蘇里州馬里昂縣的非建制地區。

## 歷史
利特爾尤寧的郵局於1876年設立，其後於1886年停運。

## 地理
利特爾尤寧所處的海拔為高於海平面202米（即663英呎），而該地所採用的時區為UTC-6，即北美中部時區（CST）。同時該地設有夏令時間，為UTC-6調快一小時，即UTC-5（CDT）。